# Karaibska Biblioteka Cyfrowa
Karaibska Biblioteka Cyfrowa (ang. Digital Library of the Caribbean) – biblioteka cyfrowa zapewniająca użytkownikom dostęp do materiałów dotyczących karaibskiej kultury i historii przechowywanych w archiwach, bibliotekach i kolekcjach prywatnych.

## Historia
W maju 2004 roku podczas 34 konferencji ACUIL (Association of Caribbean University) bibliotekarze: Cathy Marsicek (Florida International University), Judith Rogers (University of the Virgin Islands) i Erich Kesse (Uniwersytet Florydy) zaproponowali powstanie biblioteki cyfrowej, która udostępniałaby zbiory dotyczące Karaibów.  W lipcu 2004 roku odbyło się spotkanie założycielskie w którym uczestniczyli przedstawiciele: Archives Nationale d’Haïti, Caribbean Community Secretariat (CARICOM), Florida International University, Fundación Global Democracia y Desarrollo (FUNGLODE), National Library of Jamaica, Universidad de Oriente (Wenezuela), University of Central Florida, Uniwersytetu Florydy i University of the Virgin Islands.
Biblioteka udostępnia obecnie (2023) 52 028 tytuły (4,38 miliony stron), ma średnio ponad 3 miliony wyświetleń miesięcznie i współpracuje z 77 partnerami.
DLOC otrzymał od Departamentu Edukacji Stanów Zjednoczonych grant w ramach Cooperation for Foreign Information Access (TICFIA) na lata 2005–2009. Wsparcie techniczne dla projektu zapewnia Uniwersytet Florydy. W 2022 roku George A. Smathers Libraries na Uniwersytecie Florydy otrzymały grant na lata 2022 –2026 w wysokości 2 milionów dolarów od Fundacji Andrew W. Mellona na rewitalizację Karaibskiej Biblioteki Cyfrowej.

## Ochrona dziedzictwa Haiti
W styczniu 2010 roku po trzęsieniu ziemi na Haiti zainicjowano projekt Protecting Haitian Patrimony Initiative. Inicjatorami byli: Karaibska Biblioteka Cyfrowa (dLOC), Florida International University Libraries i Kimberly Green Latin American and Caribbean Center i Florida International University. Podjęto współpracę z: Archives Nationales d’Haïti, Biblioteką Narodową Haiti (Bibliothèque Nationale d’Haïti), Bibliothèque Haïtienne des Frères de l’Instruction Chrétienne, Bibliothèque Haïtienne des Spiritains. Już w lutym 2010 roku zespół dLOC w Port-au-Prince podjął prace nad ocena zniszczeń w bibliotekach i archiwach Haiti. W celu realizacji projektu zbierano fundusze, przekazano instytucjom na Haiti komputery i pudła na dokumenty, Uniwersytet Florydy i Florida International University przeprowadziły szkolenia dla Haitańczyków, a dla lepszego zrozumienia historii Haiti powstała strona internetowa Haiti: An Island Luminous. W trzech językach: angielskim, francuskim i kreolskim haitańskim prezentuje ona zeskanowane rzadkie książki, rękopisy i zdjęcia w archiwach i bibliotekach na Haiti i w Stanach Zjednoczonych. Komentarze do nich napisali pracownicy naukowi z uczelni na całym świecie. 